# Précis du siècle de Louis XV

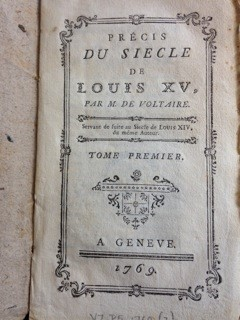
Page de titre d'une première édition, provenant de la collection de la Voltaire Foundation à Oxford.

Le Précis du siècle de Louis XV est un ouvrage historique du philosophe et auteur français Voltaire, publié pour la première fois à part entière en 1768. Célébrant le progrès des idées des Lumières et le recul des préjugés, il commente les progrès culturels, économiques et technologiques réalisés en France sous le règne du roi Louis XV.

## Description
Le matériel du Précis faisait auparavant partie d'une histoire sur laquelle Voltaire a travaillé vingt ans et qui comprenait Essai sur les mœurs et l'esprit des nations et Le Siècle de Louis XIV. Le Précis a été présenté en 1762 en tant qu'annexe dans cet ouvrage plus vaste, mais publié plus tard séparément,.

## Contenu
Voltaire commente le procès de Thomas Arthur, comte de Lally ; une affaire qu'il suivait de près. Lally était un officier militaire accompli et qui a personnellement connu Voltaire. Lorsque Lally est impliqué dans une défaite militaire, abandonnant la ville indienne de Pondichéry aux Anglais, ses collègues officiers le blâment. À son retour en France, Lally est emprisonné sans inculpation, jugé et privé d'avocat et finalement exécuté. Dans son récit de l'affaire, Voltaire écrit : « Son caractère l'a fait détester de tous ceux qui ont eu à faire avec lui. Mais ce n'est pas une raison pour couper la tête d'un homme. Les mémoires pour et contre lui, que j'ai lus attentivement, ne contiennent que des injures, et pas la moindre preuve. » 
Le Précis loue également le courage des Corses qui se sont défendus contre les Français à la bataille de Ponte-Novo. Voltaire écrit : « Leur arme principale était leur courage. Ce courage fut si grand que dans un des combats, vers une rivière nommée le Golo, ils se firent un rempart de leurs morts pour avoir le temps de charger derrière eux avant de faire une retraite nécessaire […] On trouve partout de la valeur, mais on ne voit de telles actions que chez les peuples libres. »